# Nadillac
Nadillac település Franciaországban, Lot megyében. Lakosainak száma 73 fő (2022. január 1.). Nadillac Cras, Francoulès, Ussel, Bellefont-La Rauze és Les Pechs-du-Vers községekkel határos.

## Népesség
A település népességének változása:
| Lakosok száma | 59   | 55   | 60   | 53   | 69   | 62   | 61   | 68   | 71   | 73   |
|               | 1968 | 1982 | 1990 | 2006 | 2013 | 2015 | 2017 | 2019 | 2020 | 2022 |